# 이원초등학교 지탄분교
이원초등학교 지탄분교는 대한민국 충청북도 옥천군 이원면 지탄1길 76 (지탄리)에 있었던 공립 초등학교이다.

## 연혁
- 1934년 4월 30일 : 이원공립보통학교 부설 지탄간이학교 설립인가
- 1943년 6월 8일 : 지탄공립국민학교 승격 인가
- 1957년 3월 10일 : 교사 이전(지탄리 752-3)
- 1959년 10월 8일 : 우산분교장 개교
- 1965년 4월 1일 : 우산국민학교 분리
- 1984년 3월 10일 : 병설유치원 설립인가
- 1984년 9월 5일 : 본관 6개 교실 개축 공사 준고
- 1996년 3월 1일 : 지탄초등학교로 개칭
- 1999년 9월 1일 : 이원초등학교 분교장으로 편입
- 2012년 2월 17일 : 이원초등학교 본교 91회 29명 졸업(지탄분교 7명)
- 2012년 3월 1일 : 폐교, 이원초등학교로 통합